# جيمس كولي
جيمس كولي (بالإنجليزية: James Cooley)‏ هو عالم حاسوب ورياضياتي أمريكي، ولد في 18 سبتمبر 1926 في نيويورك في الولايات المتحدة، وتوفي في 29 يونيو 2016.